# The Postmodernism Generator
The Postmodernism Generator – generator parodii i związana z nim strona internetowa generujące teksty pozorujące filozoficzne artykuły naukowe mające nawiązywać, według zamysłu twórcy, do stylistyki i słownictwa postmodernizmu przy użyciu algorytmu komputerowego.
Andrew Bulhak opracował ten program na Monash University na podstawie wcześniej sporządzonego modelu matematycznego (1996). Efekty działania programu twórca opisał w pracy zatytułowanej: On the Simulation of Postmodernism and Mental Debility Using Recursive Transition Network (Z symulacji postmodernizmu i niepełnosprawności intelektualnej przy użyciu rekurencyjnych sieci przejść). Omawiając wyniki autor zauważa, że wiele osób było rozbawionych faktem przekonującego podobieństwa tekstów generatora do pism postmodernistycznych. Jako zasłyszane (niepotwierdzone) informacje podaje powstanie anegdot o czytaniu tekstów przez studentów i innych przedstawicieli środowiska akademickiego, którzy dopiero po przeczytaniu kilku paragrafów czy nawet strony zauważali brak sensu. Według twórcy, oprogramowanie pozwala także naśladować wypowiedzi osób chorych psychicznie oraz generować pamflety naśladujące styl pseudonaukowy bądź religijny. Działanie programu opiera się na wykorzystaniu słownika zawierającego zestaw charakterystycznych wyrażeń oraz prostych zasad syntaktycznych. Zdaniem przeciwników ruchu postmodernistycznego, część słownictwa stosowanego w tej dziedzinie jest pozbawiona treści, a pozorna naukowość prac, w których są wykorzystywane, ma ten fakt jedynie przesłonić. Kod programu został opublikowany w Internecie.
Richard Dawkins w czasopiśmie Nature, omawiając opublikowany przez Alana Sokala pracę Transgressing the Boundaries: Towards a Transformative Hermeneutics of Quantum Gravity zawierającą zdania składniowo poprawne ale całkowicie pozbawione sensu, wskazuje na możliwość tworzenia kolejnych tekstów przy pomocy generatora stworzonego przez Bulhaka.
Alan Sokal, krytykujący w swej książce nadużywania żargonu w nauce przyznaje, że generator jest dowcipny, ale zapewnia że generowane przez niego artykuły nie mają szans na uznanie za prace naukowe. Jak dopowiada, wyglądają one jedynie na nieautentyczną imitację pewnego postmodernistycznego stylu, a ponadto nie posiadają one korelacji obejmujących całość tekstu, które są charakterystyczne dla prawdziwych prac naukowych. Podsumowuje – stanowczo – że postmodernistyczne artykuły w czasopiśmie naukowym Social Text nie przypominają tekstów sporządzanych przez generator.